# Jaschkino
Jaschkino (russisch Я́шкино) ist eine Siedlung städtischen Typs in der Oblast Kemerowo (Russland) mit 14.719 Einwohnern (Stand 14. Oktober 2010).

## Geographie
Die Siedlung liegt im nordwestlich an den Kusnezker Alatau anschließenden Hügelland etwa 70 Kilometer (Luftlinie) nordwestlich der Oblasthauptstadt Kemerowo, im Bereich der Wasserscheide zwischen den Flüsschen Lesnaja und Patscha im Einzugsgebiet der Tom sowie der wenige Kilometer nördlich entspringenden, dem Tschulym zufließenden Jaja.
Jaschkino ist Verwaltungszentrum des gleichnamigen Rajons Jaschkino.

## Geschichte
Die Geschichte der heutigen Siedlung beginnt am Ende des 19. Jahrhunderts, als die Transsibirische Eisenbahn durch das Gebiet, in dem zuvor kleine Bauernsiedlungen wie Werch-Patscha existierten, geführt wurde und eine Bahnstation entstand.
1907 wurde in der Nähe von Werch-Patscha ein Kalksteinvorkommen entdeckt, auf dessen Grundlage bis 1912 in der Nähe der Bahnstation ein Zementwerk entstand. Als Gründungsjahr der zugehörigen Arbeitersiedlung gilt 1910; der Name ist von der Bezeichnung des Baches Jaschka abgeleitet. 1920 wurde das Werk der Ersten West-Sibirischen Kalk- und Portlandzement-Gesellschaft verstaatlicht.
Ab Ende der 1920er Jahre wurde das Zementwerk erweitert. 1934 nahmen ein neuer Kalksteintagebau bei Nischnejaschkino südöstlich der Siedlung sowie eine mehrere Kilometer lange Luftseilbahn für den Transport des Gesteins in das Zementwerk den Betrieb auf.
Der Ort selbst wuchs, erhielt 1928 den Status einer Siedlung städtischen Typs und wurde 1930 erstmals Verwaltungszentrum eines Rajons. Diese administrative Funktion behielt Jaschkino bis heute, mit Unterbrechungen 1931–1940 (Anschluss an den damaligen Rajon Taiga) und 1963–1965.
Nach dem deutschen Überfall auf die Sowjetunion wurde ein Dachziegelwerk aus Brjansk nach Jaschkino evakuiert und nahm hier bereits 1942 den Betrieb auf. Nach dem Krieg wurde dieses Werk noch erweitert und in Folge mit dem Zementwerk vereinigt.

### Bevölkerungsentwicklung

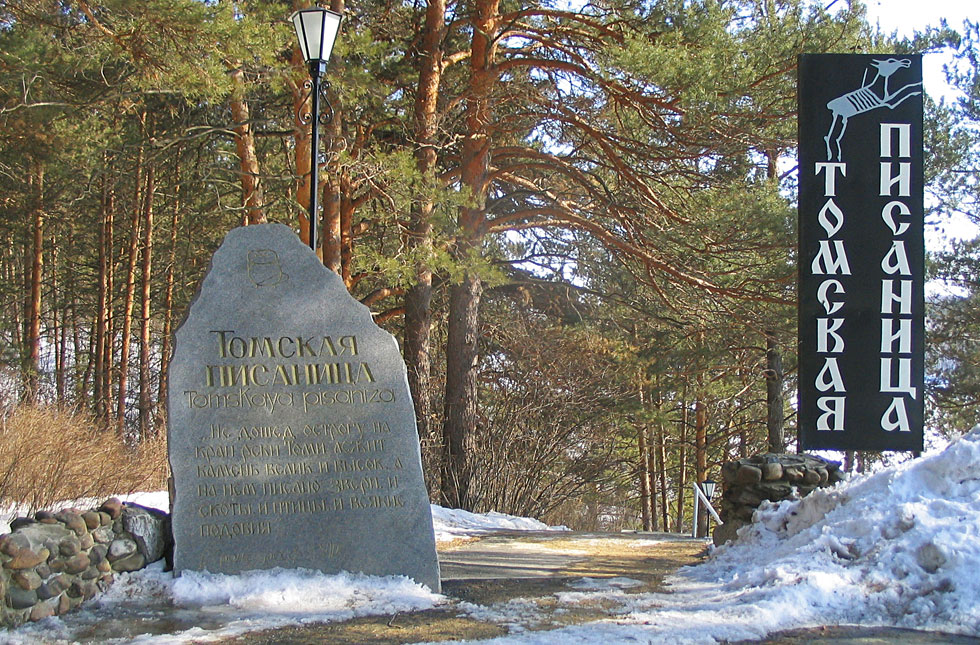
Eingang zum Museum „Tomskaja pissaniza“

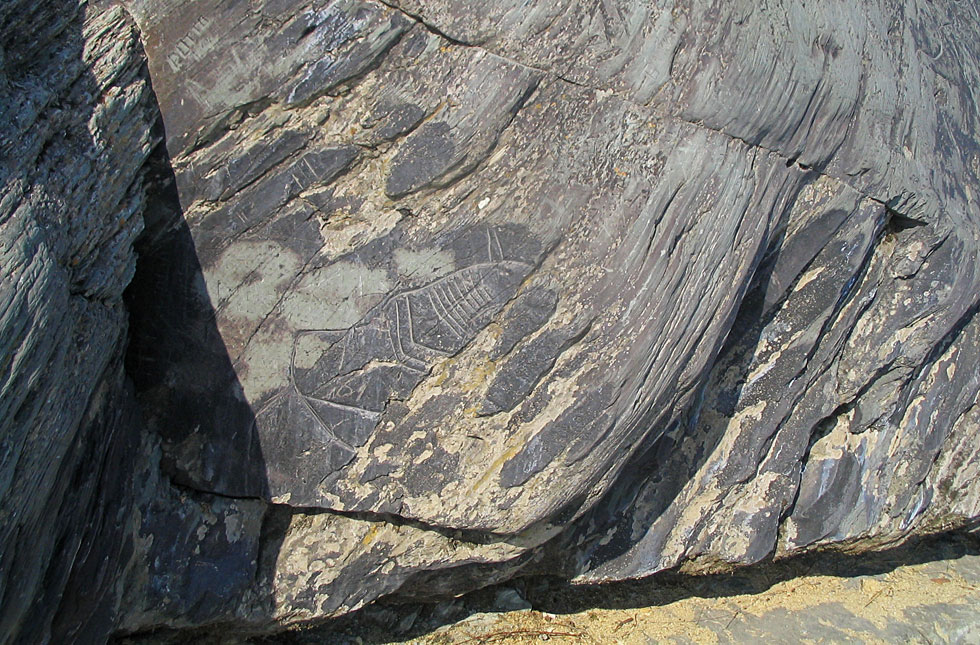
Felszeichnung an der Tom

| Jahr | Einwohner |
| ---- | --------- |
| 1939 | 9.322     |
| 1959 | 14.113    |
| 1970 | 14.929    |
| 1979 | 14.983    |
| 1989 | 16.649    |
| 2002 | 15.583    |
| 2010 | 14.719    |

Anmerkung: Volkszählungsdaten

## Kultur und Sehenswürdigkeiten
Beim Dorf Ust-Pissanaja des Rajon Jaschkino, gut 20 Kilometer südwestlich der Siedlung, liegt am rechten Ufer des Flusses Tom das Historisch-kulturelle und Natur-Museum und -Sapowednik „Tomskaja pissaniza“. Das Museum entstand ab 1988, um die seit dem 17. Jahrhundert bekannten Felszeichnungen (russisch volkstümlich pissaniza) an den Felsen des Tom-Ufers, deren früheste auf die Jungsteinzeit (4. bis 3. Jahrtausend v. Chr.), spätere auf die Bronzezeit (2. Jahrtausend v. Chr.) datiert wurden. Um die Fundstätte sind auf einer Fläche von 140 Hektar weitere ethnographisch-historische, architektonische (Nachbauten sibirischer Wohnstätten seit der Bronzezeit) und naturkundliche Expositionen angeordnet.

## Wirtschaft und Infrastruktur
In Jaschkino gibt es neben dem Zement- und Dachziegelwerk weitere Betriebe der Baumaterialien- und Bauwirtschaft, außerdem Unternehmen der Lebensmittelindustrie und Forstwirtschaft.
Jaschkino liegt an der Transsibirischen Eisenbahn (Streckenkilometer 3537 ab Moskau). Durch die Siedlung führt die Regionalstraße Kemerowo–Taiga–Tomsk, eine der Verbindungen zwischen den benachbarten Oblasthauptstädten.